# Periko Alonso
Miguel Ángel Alonso Oyarbide (Tolosa, Guipúzcoa, 1 de febrero de 1953), conocido como Periko o Perico Alonso, es un exjugador y exentrenador de fútbol español. Es padre de los exfutbolistas Mikel y Xabi Alonso.

## Biografía
Periko Alonso era un centrocampista luchador y de carácter defensivo, aunque estaba dotado de un gran disparo que le permitió marcar muchos goles a lo largo de su carrera.
Periko Alonso comenzó jugando al fútbol en el Tolosa CF de su ciudad natal. En 1974 fue fichado por la Real Sociedad de Fútbol que lo integró en su equipo filial, el San Sebastián CF. Tras pasar varios años en el filial fue ascendido al primer equipo en 1977 y debutó con la Real Sociedad en la Primera división el 18 de septiembre de 1977 con 24 años de edad.
A pesar de llegar tarde al fútbol profesional, se afianzó en el centro del campo de la Real y fue titular del equipo realista durante 5 temporadas. Esas temporadas incluyeron 2 títulos de Liga (1980-81 y 1981-82), un subcampeonato (1979-80) y un 4º puesto en la Liga (1978-79). Fueron los años más brillantes de la historia de este club. Junto con Luis Arconada, Jesús Mari Zamora, Roberto López Ufarte, Jesús María Satrústegui, etc. formó la generación más brillante de jugadores de la historia de la Real.
Tras la disputa del Mundial de Fútbol España 1982, en el que fue titular con la selección española, fue traspasado al Fútbol Club Barcelona por 70 millones de pesetas. 
Alonso permaneció 3 temporadas en el Fútbol Club Barcelona. En sus 2 primeras temporadas jugó de manera habitual y fue titular en la mayor parte de los partidos. Ganó una Copa del Rey en su primera temporada y posteriormente la Supercopa de España. En 1984 la llegada de Terry Venables al banquillo culé le dejó en el ostracismo y apenas jugó esa campaña. Engrosó su palmarés con la Liga 1984-85, pero su aportación en aquel equipo se limitó a 2 partidos en toda la temporada.
En 1985, acabado su contrato en el Fútbol Club Barcelona, ficha por el Centre d'Esports Sabadell, equipo de la Segunda división española. Con el CE Sabadell logra ascender a la Primera división española.
En la temporada 1986-87 se mantiene con el CE Sabadell en la Primera división, siendo el líder indiscutible y máximo goleador (a pesar de ser centrocampista) del modesto equipo catalán. Sin embargo la siguiente temporada el equipo acaba cediendo y baja a la Segunda división española. Tras el descenso, Periko Alonso cuelga las botas.
Su bagaje en la Primera división española se resume en 271 partidos y 41 goles.

### Selección nacional
Fue internacional con la selección de fútbol de España en 20 ocasiones, anotando un gol. Debutó con la selección el 24 de septiembre de 1980 en un Hungría-España. Fue habitual en las convocatorias durante el periodo de preparación del Mundial de España 1982.
Fue uno de los titulares indiscutibles de la Selección española en el Mundial de Fútbol España 1982, donde jugó los 5 partidos de la selección. Ese Mundial fue también su despedida como internacional, ya que después del mismo no volvió a ser convocado.

### Carrera como entrenador
Periko Alonso comenzó su carrera como entrenador en el Tolosa CF juvenil. Posteriormente dirigió al San Sebastián CF entre las temporadas 89-90 y 91-92. En la temporada 93-94 se hizo cargo de la SD Beasáin, equipo que entrenó hasta la 94-95.
En 1995 se hace cargo de la SD Eibar en la Segunda división española por tres temporadas, equipo con el que logra excelentes resultados y acaricia el ascenso a la Primera división. En 1998 se hizo cargo del Hércules CF.
En 2000-01 se hizo cargo de la Real Sociedad de Fútbol de la Primera división española en la jornada 7ª de Liga como sustituto del entrenador Javier Clemente. Sin embargo, tras diez jornadas al frente del equipo, Alonso dimitió de su cargo incapaz de enderezar el rumbo del equipo que bajo su dirección sumó 7 derrotas, 2 victorias y 1 empate y se encontraba colista. 
Tras su dimisión, Periko Alonso anunció su retirada como entrenador y desde entonces no ha vuelto a entrenar a ningún club profesional.
El sustituto de Alonso al frente de la Real Sociedad, John Benjamin Toshack, tomó como una de sus primeras medidas al hacerse cargo del equipo repescar a Xabi Alonso, hijo de Periko, que se encontraba en aquel momento cedido en la SD Eibar de Segunda división.

## Clubes
| Club                      | País   | Año       |
| ------------------------- | ------ | --------- |
| Real Sociedad de Fútbol B | España | 1974-1977 |
| Real Sociedad de Fútbol   | España | 1977-1982 |
| Fútbol Club Barcelona     | España | 1982-1985 |
| Centre d'Esports Sabadell | España | 1985-1988 |

## Títulos

### Campeonatos nacionales
| Título       | Club                    | País   | Año  |
| ------------ | ----------------------- | ------ | ---- |
| Liga         | Real Sociedad de Fútbol | España | 1981 |
| Liga         | Real Sociedad de Fútbol | España | 1982 |
| Copa del Rey | Fútbol Club Barcelona   | España | 1983 |
| Supercopa    | Fútbol Club Barcelona   | España | 1983 |
| Liga         | Fútbol Club Barcelona   | España | 1985 |

## Participaciones en Torneos internacionales
| Torneo                        | Selección | Resultado     |
| ----------------------------- | --------- | ------------- |
| Mundial de Fútbol España 1982 | España    | Segunda ronda |